# Illudium hibernum
Illudium hibernum là một loài ruồi trong họ Asilidae. Illudium hibernum được Richter miêu tả năm 1962. Loài này phân bố ở vùng Cổ Bắc giới.